# Eurimedonte (mitologia)
Eurimedonte (in greco antico: Εὐρυμέδων?) è un personaggio della mitologia greca, un Gigante (o un Titano), figlio di Urano (il Cielo) e di Gea (la Terra).

## Mitologia
Secondo Omero, Eurimedonte governava una razza di uomini giganteschi e selvaggi (probabilmente i Giganti) che vivevano nell'estremo Occidente, sull'isola di Thrinacia (forse la Trinacria). Eurimedonte «che regnava sui Giganti superbi... il pazzo suo popolo, e lui stesso perì», senza che se ne sappia il perché.
Secondo Omero fu anche il padre di Peribea.
Si tratta forse del medesimo Eurimedonte che, secondo una tradizione secondaria, seduce Hera mentre costei risiede ancora con i parenti. Da questo amore nasce Prometeo.

Quando Zeus, dopo aver sposato Hera, s'accorge che ella non è più vergine, getta Eurimedonte nel Tartaro e approfitta del primo pretesto per fare incatenare Prometeo.